# Eduard Zimmermann (Bildhauer)

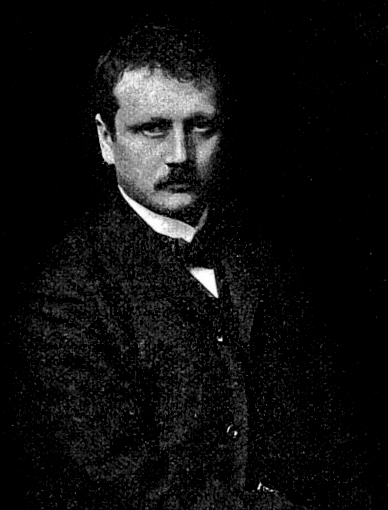
Eduard Zimmermann

Eduard Zimmermann (* 2. August 1872 in Stans; † 7. Dezember 1949 in Zollikon) war ein Schweizer Bildhauer.

## Leben und Werk
Eduard Zimmermann wuchs als zweitältester Sohn einer kinderreichen Bauernfamilie auf dem Bauerngut Schützenmatt am Mettenweg in Stans auf. Sein Vater Adolf (1847–1894) und seine Mutter Christine, geborene Bircher (* 1848), heirateten 1870 in Einsiedeln. Als Jugendlicher erkrankte Zimmermann an Kinderlähmung. Während der monatelangen Genesungszeit begann er, nach Vorlagen zu zeichnen. Zimmermanns Tante mütterlicherseits, Marie Bircher (1862–1932), erkannte sein künstlerisches Talent und vermittelte ihm mit dem Einverständnis seiner Eltern 1882 einen Studienplatz an der Kunstgewerbeschule Luzern. Nach zwei Jahren beendete Zimmermann das dortige Studium. Da seine Eltern kurze Zeit vorher ihr Bauerngut verkaufen mussten und seine Familienangehörigen an verschiedene Orte zogen, ermöglichte es Zimmermanns Tante, dass er seine künstlerische Laufbahn für drei Jahre an der Accademia di Belle Arti in Florenz weiterverfolgen konnte. Diese schloss er mit den höchsten Auszeichnungen ab. In Florenz befreundete er sich u. a. mit Arnold Böcklin und bewunderte die Arbeiten von Donatello, einem Klassiker der Renaissance.
1897 kehrte Zimmermann mit Tante Marie, die ihn nach Florenz begleitet hatte und für seinen Aufenthalt aufgekommen war, nach Stans in das von seinem Vater geerbte Haus Kniri an der Schützenmatt zurück. Die Regierung von Nidwalden wollte im Gedenken an die Schreckenstage von Nidwalden ein Überfall-Denkmal von Zimmermann. Jedoch konnte er nur den Entwurf dafür anfertigen, da wegen Uneinigkeiten der politisch Verantwortlichen das Denkmal nicht ausgeführt wurde. 1898 wurde das Obelisk-Denkmal im Ortsteil Allweg von Ennetmoos vom Steinhauer Zgraggen aus Hergiswil realisiert und 1900 eingeweiht. Zimmermann konnte nur eine Festmedaille für das Überfall-Schützenfest ausführen.
1898 studierte Zimmermann an der Akademie der Bildenden Künste in München zwei Jahre bei Wilhelm von Rümann und wurde bei der Schlussprüfung mit der silbernen Medaille ausgezeichnet. Ein grosses Vorbild für Zimmermann war Adolf von Hildebrand. In München lernte er Ernst Kreidolf, Carl Theodor Meyer-Basel, Johann Burger, Albert Welti, Wilhelm Balmer, Emil Keyser und die Schriftsteller Jakob Schaffner und Leopold Weber kennen. Zimmermanns Atelier lag an der Theresienstrasse, im gleichen Haus mit den Malern Fritz von Uhde und Hugo von Habermann. Da eine Schwester von Emil Keyser die Frau von Martin von Feuerstein und die andere Schwester die Frau von Ernst Zimmermann war und beide aus Stans stammten, kam es oft vor, dass sich die zwei Ehepaare in den Ferien bei Eduard Zimmermann in Stans trafen.
Ab 1901 arbeitete Zimmermann an fünf grossen Steinreliefs für den Grossratssaal des neuen Basler Rathauses. Für das Mausoleum der Familie Sulzer-Steiner aus Winterthur fertigte Zimmermann von 1908 bis 1910 grosse Reliefs an. Die letzten Jahre in München arbeitete er fast ausschliesslich an Skizzen und Entwürfen für den Wettbewerb zu einem schweizerischen Nationaldenkmal in Schwyz. Es sollte an die Gründung der Alten Eidgenossenschaft sowie an die Schlacht am Morgarten erinnern. Richard Kissling und Zimmermann gingen als die zwei Favoriten aus dem Wettbewerb hervor. Als 1914 der Erste Weltkrieg ausbrach, kamen die Arbeiten für das Denkmal zum Erliegen und wurden auf unbestimmte Zeit verschoben. Das war für Zimmermann der schwerste Rückschlag in seiner bisherigen künstlerischen Laufbahn. 1919 erhielt er für die geleistete Arbeit eine Entschädigung von 28'000 Franken.

Trinkwasserbrunnen in der Vorhalle der ETH mit drei Grazien

Wie viele andere Schweizer Künstler, die sich damals in München aufhielten, kehrten auch Zimmermann und seine Tante in die Schweiz zurück und fanden in Zollikon an der Zollikerstrasse ein geeignetes Wohn- und Atelierhaus. In diesem trafen sich die folgenden Jahre seine Künstlerfreunde. Ein viel- und gerngesehener Gast war Ernst Kreidolf. Da sich sein Freund Jakob Schaffner zu einem glühenden Anhänger der Nationalsozialisten entwickelte und beide deswegen in Streit gerieten, löste sich ihre Freundschaft auf.
In Zürich erkannten die Architekten der staatlichen Bauten Zimmermanns Fähigkeiten und vergaben an ihn viele ihrer Aufträge. So schuf Zimmermann für die neu erbauten Zürcher Amtshäuser neun grosse Sandsteinfiguren. Für die Vorhalle der ETH schuf er 1921 zwei weibliche Figuren und die drei Grazien als Brunnenfigur. Am Steinhaldenplatz gestaltete er den Diana-Brunnen und für die Brunnenanlage an der Rämistrasse zwei überlebensgrosse Figuren in Muschelkalk. Für das Portal der Schweizerischen Volksbank schuf er zwei Plastiken und für die Liebfrauenkirche drei Altarreliefs aus dem Leben des Niklaus von Flüe.

Hermann Hesse (1906)

Zimmermann schuf Grabskulpturen in Stans, Hergiswil, Basel, Uznach, Zürich und Winterthur sowie viele Büsten von Persönlichkeiten wie von Albert Welti (Kunsthaus Zürich), Ludwig Lichtheim, Jakob Schaffner (Kunstmuseum Bern), Hermann Hesse (Kunsthalle Basel), Robert Gnehm und Arnold Engeler (ETH Zürich).
Zimmermann war in den Jahren 1912–1915 und 1930–1934 zusammen mit Cuno Amiet in der Eidgenössischen Kunstkommission sowie in der zürcherischen Ausstellungs- und Sammlungskommission und als Jury-Mitglied vieler Wettbewerbe tätig.
1920 nahm er an der Biennale di Venezia teil. 1925 wurden seine Werke auf der 16. Nationalen Kunstausstellung im Kunsthaus Zürich in einem eigenen Saal ausgestellt.
1921 wurde Zimmermann beauftragt, in Rom für die Schweizergarde ein Gardedenkmal für den Ehrenhof des Gardequartiers zu erstellen. Es wurde im Herbst 1927 eingeweiht, und Zimmermann erhielt als Auszeichnung vom Papst eine Goldmedaille.
1932 starb seine Tante, und 1944 erlitt Zimmermann einen Hirnschlag und musste seine künstlerische Bildhauerarbeit einstellen. Sein Atelier vermietete er Gottfried Honegger. 1949 erkrankte Eduard Zimmermann an einer Lungenentzündung und verstarb am 7. Dezember in seinem Haus. Zwei Tage später wurde er auf dem Friedhof von Stans beerdigt.